# デトロイト・メタル・シティの登場人物
若杉公徳の漫画『デトロイト・メタル・シティ』に登場する人物の一覧。
- 「声」はOVA版の担当声優、「演」は実写映画版の担当俳優。

## デトロイト・メタル・シティ（Detroit Metal City）
インディーズ界でカリスマ的人気を誇る悪魔系デスメタルバンド。メンバーはヨハネ・クラウザーII世（Gt,Vo）、アレキサンダー・ジャギ（Ba,Vo）、カミュ（Dr）の3人構成。キッスや聖飢魔IIなどを彷彿とさせるフェイスペイントと衣装が特徴。熱狂的な信者（ファン）の間でクラウザーを中心とした各メンバーの数々の「伝説」がまことしやかに語られている。
デビュー初期よりその過激なライブパフォーマンスで話題を集めていたが、ブラックメタルの帝王ことジャック・イル・ダークから伝説のギターを託されたことで知名度を拡大。それを快く思わない他アーティストから次々と対バンを申し込まれるも、ことごとく勝利を収める。また、ゲリラライブ中に止めに入った警察官を暴行するなど、実際に犯罪を犯しているが、事件現場からうまく逃げ出し、本当に本物だったのかどうか誰も確認できないため、逮捕はおろか事情聴取さえされることなく活動を続けており、ネット上においてもその人気は過熱の一途を辿っている。
一方で、雑誌『アモーレ・アムール』で行われた「ゲテモノバンドランキング」で1位に選ばれたり、週刊誌で「子供には聞かせたくないアーティスト」として認識されたり、「ファンになった」と語られただけで友人と絶交する者が出るなど一般人にはほとんど受け入れられておらず、楽曲の差別的内容に反発も多いため「メンバーは薬物中毒者や連続レイプ犯らしい」などの批判的な噂も流れている。また、実際に（故意・過失を問わず）彼らの活動によって人生を台無しにされたり物理的な被害を受ける人間も少なくない。
代表的なパフォーマンスは「DMC地獄の人文字（でぃー・えむ・しー じごくのひともじ）」。これを見た全ての者は皆呪われるという。ジャギがD、クラウザーがM、カミュがCのポーズをそれぞれ担当するが、多彩なバリエーションがある。
根岸 崇一（ねぎし そういち）
声 - 岸尾だいすけ / 演 - 松山ケンイチ
本作の主人公。大学進学に伴い犬飼町（現豊後大野市）から上京してきた、心優しい青年。初登場時点で23歳、童貞。身長170cm、体重58kg、血液型A型。
大学の同級生の相川に自作曲を誉められたことがきっかけで、プロを目指すことを決意。卒業後にインディーズレーベル「デスレコーズ」と契約したが、本人の意に反し、DMCのフロントマン「ヨハネ・クラウザーII世」として活動していくことになる。
ポップミュージシャンを目指し、クラウザーとしての仕事の傍ら、事務所には秘密で路上でギター片手に自作曲を歌っているが、相川と佐治以外の大多数からのウケは芳しくない。一方でクラウザーとしては常に天才的なパフォーマンスを発揮し、とりわけギターテクニックは非常に高いのだが、普段の生活においてそのテクニックが発揮されている様子は見られない。
マッシュルームカット・痩せ型で「ゴボウ」と揶揄されるひ弱そうな外見だが、農業を手伝っていたためか、牛の世話や草刈り、トラクターの運転など、高い農業スキルを持ち、体力もそれなりにある。酒は飲めるが、あまり強い方ではない。大学ではフランス語を専攻していたため、フランス語で会話ができる。紅茶を飲みながら、カヒミ・カリィのホームページと、加藤ローサと山野花江（後述）のブログをチェックすることが日課。好きな映画は『アメリ』。
いわゆる渋谷系のアーティストを信奉しており、特にカヒミ・カリィは全てのアルバムを所持するほどの大ファン。スウェーディッシュポップやフレンチ・ポップスなども嗜好する。映画版での携帯の着信音はフリッパーズ・ギターの『恋とマシンガン』であった。
嫌々クラウザーを演じている身だが、怒りや嫉妬心などでテンションが上がった時は、自然にクラウザーの人格が顔を出す。この状態では罪悪感がなくなっているため、周囲の者が被害を被ることも多い。またファミレスで3日間かけて相川のバストサイズを計算するなど、クラウザー化していなくても追い込まれた時は特に超人的な能力を発揮する。
基本的にクラウザーとしての自分を嫌悪していることからライブ後の打ち上げにもほとんど顔を出さないが、メンバーとの信頼関係は篤く、対バンなどを通じアーティストとして純粋に対抗心を燃やすなど、本質的には「バンド野郎」である。
サタニック・エンペラー以降は徐々に人格がクラウザーと同化しつつあり、日常生活でも頻繁にクラウザー的な言動が出るようになったり、自らの犯したクラウザーとしての悪行をあまり反省しないようになった。
北原に勝負を申し込まれた際、一度は断ろうとするも、北原のレベルの高い演奏に触発されたことで対抗心が生まれ勝負を請けるが、敗れて伝説のギターを奪われ、「メタルで負けた」ことにクラウザーとして初めて挫折を味わい自信を喪失。立ち直った後はメタルとの決別を決意し、一時的に行方をくらまし、オシャレなアーティスト志望の人々が集うシェアハウス「アートキワ荘」に身を寄せていた。しかし根岸の居場所を突き止めたデスレコーズ社長が送り込んできたメタルミュージシャン志望の男たちの影響によって復活、DMCとブラックデスDMCの対バンが行われている会場に駆けつけ、クラウザーI世との直接対決で見事雪辱を果たす。
それから暫くして、カールス秀喜のゴッドとしての振る舞いを客観的に見た結果、今の自分に不信感を抱き、再びメタルとの決別を決意。音楽修業のためフランスに留学するが、路上ライブでは日本のように罵声を浴びせられることさえなく、ただひたすらに無視され、「何でもいいから反応が欲しい」と思うあまり、「駄目だった時にぶつけてもらうために」と卵を用意するほど錯乱していく。
その後、和田からの手紙でデスレコーズ社長が倒れたこと、ゴッドに世界のデスメタルバンドが全滅させられたことを知り、「メタルをやりたくない」という本心とは裏腹に半ば本能的に日本に帰還。ゴッドとの対決に勝利した後、改めて相川に自分の正体を明かしてプロポーズをしようとしたが、当人に信じてもらえず、結局最後まで正体が露呈することはなかった。
映画版では、相川がクラウザーの正体に勘付く場面があり、ジャックとの対バンで勝利を収めた直後にクラウザーの姿で自作のポップソングを披露したことから偶然取材に来ていた相川に正体を勘付かれたものの、その時の根岸は完全にクラウザーと同化していたため、彼女の言葉を否定した。
ヨハネ・クラウザーII世（Johannes Krauser II）
声 - うえだゆうじ / 演 - 松山ケンイチ（歌 - 冠徹弥）
DMCのリーダーで、ギター&ボーカルを担当。頭に金髪のフルウィッグ、顔に白塗り・隈取りのメイクを施して額に「殺」の字を書き込み、「覇獣の鎧」と呼ばれる銀色のコスチュームにマントを纏う。後にジャック・イル・ダークよりSGタイプの通称「伝説の悪魔のギター」を譲り受けた（クラウザーII世が3代目）。
DMC信者からは「クラウザーさん」と慕われ、崇拝されると同時に恐れられている。
当初のキャラ設定は「魔界出身の悪魔で、幼き頃に両親を殺害してレイプしたため服役していたが、バンド活動のために刑務所から出てきた」というデビュー曲の歌詞から派生したものだけだったが、その後、人権無視・女性蔑視などの非人道的言動、曲の歌詞や宣伝文句、数々の奇行を経て、時に根岸当人さえ全く知らない虚虚実実な逸話がファンを中心に広まっていった。
優れたギターテクニックを生かし、ギターを歯で弾く、ウィンドミル奏法といった奏法を得意とする 他、1秒間に10回「レイプ」と「イ」の半分を叫ぶ「1秒間に10回レイプ発言」、相手の尻を平手でひたすら叩く「スパンキン風林火豚」など多くの得意技を持つ。また、魔の刻印（サイン）はアーティストにありがちな凝ったものではなく、単に日本語で名前を書いただけのもの。『ノ・ビーレ』という恋愛映画で役者デビュー（事実上の主演）も果たし、作品の題字も手掛けた。
ゴッドがメタル界を席巻する直前から再度行方をくらましていたが、日本武道館での式典ライブに乱入し、「メタルをやりたくない」という強い思いをゴッドとぶつけ合う。伝説のギターの弦が切れてゴッドに敗北しそうになった時、客席奥のデスレコーズ社長が持っていたクラウザーのギターを見て衝動的に伝説のギターを破壊し、自身が新たな伝説となった。その後もデスメタル界の生ける伝説として名を轟かせてゆくこととなる。
和田 真幸（わだ まさゆき）
声 - 中野裕斗 / 演 - 細田よしひこ
女のこととなると気が利く、細身で長髪の青年。メンバー中唯一、素でもバンドマン気質かつ常識人。身長174cm、体重63kg、血液型AB型。埼玉県出身。
お調子者だが、「ビッグになる」という夢のために日々指が動かなくなるまでベースの練習をしたり、新しいステージパフォーマンスの研究としてジャグリングの練習をしたりする努力家としての一面も持つ。素顔もイケメンでモテるが、メンバーとの合コンにホストのような服装で参加するなど、ややズレた感性の持ち主でもある。
カラオケの持ち歌はL'Arc〜en〜Cielの『HONEY』やGLAYの『HOWEVER』『口唇』など。『HONEY』で95点を出したこともあるらしい。また知り合いのビジュアル系バンドへの加入や引き抜きにも応じるなど、デスメタルよりもビジュアル系バンドを好んでいるようである。
将来はソロ活動も考えており、「ジャギ With エメラルドファイア」という名のビジュアルを意識したバンドを結成する計画も持っているが、最初にデスレコーズ社長にそのアイディアを披露した際は、回し蹴りを食らわされる羽目になった。キャバクラでその話をした際は、ネーミングやスタイルがhide with Spread Beaverと似ているということで、X JAPANのファンであるキャバクラ嬢に好評を得たこともある。
根岸とは逆にアドリブセンスがなく、ステージ上以外でジャギとして振る舞うことも苦手。そのため、一度ステージに上がれば必ずファンを熱狂させる根岸の才能を高く評価しており、クラウザーとしての根岸をひそかに「メタルモンスター」と呼んで尊敬を捧げている。
DMC信者が騒動を起こした際には根岸（クラウザー）に責任を押しつけようとする小心な面がしばしば見られるが、DMCでの活動には誇りを持っていて、売れるためには手段を選ばない。PV撮影でも根岸が嫌がるほどの拷問めいたアイディアを積極的に出したりするが、義理堅い一面もあり、社長が倒れた際に食事が喉を通らなくなるほど心配したり、フランスへ渡った根岸に手紙と航空券を送り「中途半端なままDMCを辞めていいのか」と説得したりと、世話になった人への恩義を欠かさない。
そのルックスとベーステクはビジュアル系としても通用し、ポップス志向ながらその方面では全く認められない根岸とは対照的である。
アレキサンダー・ジャギ（Alexander Jagi）
ベースギター担当。一部楽曲ではボーカル、コーラスも兼任。信者からは「ジャギ様」とメンバー中唯一様付けで呼ばれている。
中分けしたロングヘアーのフルウィッグ、白塗りの顔、全身タイツの背中にデビルマンのような羽、という出で立ち。衣装やベースのストックがクラウザーに比べて非常に多く、ベースはサンダーバード、プレシジョンベース、スティングレイ、東海楽器・Talboなどが確認されている。
「クラウザーII世との殺し合いの末バンドに加入したミュージシャンであり、連続放火魔」という設定。最初は単にジャギという表記だけだったが、後に登場したサタニック・エンペラー参加の契約書でフルネームが判明。
口から火を吹くパフォーマンスを得意とし、ライブ中で多用。これを披露すると、熱い信者から「焼き殺して」という物騒な声援が入る。金玉ガールズとの対バンではこの火吹きが原因でライブハウス「渋谷ルタファー」を全焼させる事態を引き起こした。他にも火のついた松明でのジャグリングや側転などを器用にこなす。しかし、クラウザーやカミュのキャラがあまりに濃いためになかなか目立たず、社長から活を入れられることもしばしば。
解散ライブではソロで『グロテスク』を歌った。
西田 照道（にしだ てるみち）
声 - 保村真 / 演 - 秋山竜次（ロバート）
大まかな特徴はステレオタイプなオタク像そのもの。眼鏡に豚鼻、背が低く小太り。常に上着をケミカルウォッシュジーンズに入れている。身長162cm、体重76kg、血液型B型。東京都出身。
『くいこみ戦隊ブルマちゃん』などアニメキャラクターを好む。また着用しているTシャツやトレーナーも『くいこみ戦隊ブルマちゃん』のロゴが入ったものが大半であることから、この作品に対して異常なまでに執着心を持っていることがわかる。
非常に口数が少なく、ボソボソした小声ながら大変な毒舌家で、メンバー（特に根岸）に対しても「能ナシが」「黙れカス」など、刺すような台詞が多い。また、女性に対しては卑猥な言葉しか話さない。笑う時に「ギィ」と歯を軋ませるような不気味な音を立てる。
行動も非常識的で、楽屋での自慰容疑、自宅での監禁容疑、指名手配容疑など、様々な疑惑を抱える。だが、メンバーとは一定の交流を持っているようで、根岸とも個人的にゲームソフトの貸し借りなどをしている。一度だけ、根岸に借りた『ぼくのなつやすみ』の返却を巡って根岸と険悪な関係に陥り、DMC解散の危機を迎えたが、和田の尽力もあって結局和解した。
精神的に変身前と後がほとんど変わっていない真性の変質者であり、ある意味では公私共に最もメタルな生き方をしている。剃毛を性的に好むようである。
カミュ（Camus）
ドラム担当。逆立てた金髪のフルウィッグにピエロを連想させるマスクを着用する。信者からの尊称は「カミュさん」。
「死体マニアで、そのドラムプレイは昔、特殊警棒で人をタコ殴りにしていた頃に身に付けた」という設定。また、デスメタルバンドでは珍しくワンバスである。
卑猥な妄想をエネルギーに、鬼畜的なドラムテクニックを発揮する。叩いて音が鳴ればキーボードでも叩き、ジャック・イル・ダークとの対バンでは、ジャックのペット「メタルコブラ」をスティック代わりにドラムを叩くという荒技を披露。金玉ガールズとの対バンでライブハウスが火事になった時にも周りが燃え盛る中で避難せずにドラムを叩き続けるなど、本来小心な根岸や常識人の和田と異なり、相当肝が据わっている。
ドラムスティックで女性の性感帯をピンポイントで刺激する「絶対性感」という得意技を持つ。サタニック・エンペラーの対パイパニック・チェーンソー戦ではレイをこの技でKO、さらにとどめにストリップショーのように札まで握らせ、ほとんど単独でDMCを勝利に導いた。

## デスレコーズ（Death Records）
雑居ビルの雀荘とテレクラの間にある、DMCの所属事務所兼所属レーベル。DMC以外の所属アーティストは確認されていない。
梨元 圭介（なしもと けいすけ） / 資本主義の豚
声 - 松山タカシ
デスレコーズに雇われたライブ時のサポートメンバー。身長165cm、体重72kg、血液型O型。鳥取県出身。好きな歌手は前川清。特技は目隠しをしてもクラウザーの臭いを嗅ぎわけること。達筆。加齢臭がキツいらしい。
楽器を演奏するのではなく、ライブ中にクラウザーに舞台上で暴行を受けて悦ぶM男役のパフォーマーである。素の根岸は申し訳ないと思っているが、梨元自身は真性のM男なので全く気にせず、やがて根岸もプロとしてプライドを持って豚を演じきる梨元に尊敬を覚え、お互いが厚い信頼で結ばれるようになった。根岸が帰省し、長期間ライブが行われなかった折にもライブハウスで帰りを待ち続け、「忠豚ブタ公」として銅像が立てられたこともある。
年齢ゆえにスタミナ不足が否めないが、暴行が限界まで達すると思わぬ力を発揮するようで、サタニック・エンペラー用に自分の衣装を新調してくれたデスレコーズ社長の期待に応えて、ポアゾンとの競豚対決では勝利に貢献。「豚が私を濡らせるとは思わなかったぜ!」との賞賛を賜った。
バツイチの中年男性で、別れた女性との間に中学生の子供がおり、年に一度だけ面会できるが、見習い豚の品川が企画した「豚イベント」と面会日が重なった時にはイベントを優先した。
パフォーマーとしての収入だけでは生活が苦しいらしく、DMCのライブが終わった直後ですらコンビニエンスストアでアルバイトをしている。そこで出会い仲良くなった女性・上村（26歳、バツイチ）のため、一度だけ根岸の計らいで「資本主義の英雄」としてDMCのボーカルを務めたことがある。『家路』というタイトルのオリジナルソングも披露し、最初は上村も感動していたが、苛立ったクラウザーに邪魔されていつも通りの豚としてのパフォーマンスを披露する結果になってしまい、上村からは幻滅され実を結ばなかった。
クラウザーからもらったギャグボールを大切にしており、SMクラブの支配人に「汚いギャグボールだから買い直してやる」と奪われた際には足に噛み付き神奈川から東京まで走って帰ってきた。
映画版ではDMC信者のセリフで触れられているだけで直接登場しない。
デスレコーズ（ブラック&デスレコーズ）社長
声 - 小林愛 / 演 - 松雪泰子
DMCの所属事務所の女社長。本名は不明。身長165cm。金髪と右目の泣きボクロ、革ジャンファッションがトレードマークの中年女性。また、臍ピアスをしている。
タバコの火を自分の舌に押し付けて消したり、昼間から飲酒や喫煙はもとより麻薬、覚醒剤すらやっているような描写もあるなど、生き方そのものがデスメタルを地で行く女性。サディスティックかつ短気で気性が荒く、本気で怒ると常備しているバタフライナイフを容赦なく投げ付けるなど、身体能力の高さも相まってかなりの危険人物だが、意外にも甘いもの（生八つ橋）好きという面もある。バー「サンズ・オブ・サタン」を愛用しており、このバーには留学したケニーも訪れている。
物事の良し悪しを全て股間が濡れるか否かで判断しており、機嫌がいい時には「濡れさせてくれるじゃねぇか」、悪い時には「怒りで股間がヘソまで裂けた」といった突飛な発言をたびたび行う。また、「ユー達」など英語交じりの妙な喋り方をするが、連載が進むにつれてそのような台詞は少なくなっていった。
事務所の看板であるDMCのことは何より大事にしていて、彼女自身も熱狂的なファンである。その情熱が行き過ぎて、根岸の生活を普段からデスメタルに染めるために、グリとグラを引き連れてアパートに上がり込んで部屋を滅茶苦茶にしたり、反抗的な態度を取ったクラウザーに火を吹きかけ「DMCは私のものだ」と断言したこともある。そのため、根岸はクラウザーになりきっていても彼女だけは苦手である。「どうやってDMCメンバーを集めたのか」、「DMCとクラウザーI世以外に契約アーティストはいるのか」など、不明な点も多い。
ジャック・イル・ダークをデスメタルに目覚めたきっかけとして尊敬している。彼の自伝『ジャック・イル・ダーク 帝王の真実』をバイブルとし、携帯の着信音も彼の代表曲『ファッキンガム宮殿』。ジャック同様「ファック」が口癖で、気に入ったものに対しても「オーウ、ファ～ック」と発言するなど、すでに意味の崩壊が起こっている。
かつては「DEATH」という集団を率いてレベルの低いメタルバンドを襲撃していたが、当時ブラックカオスのリーダーだった北原元気の演奏に触発されて意気投合し、彼と共にブラック&デスレコーズを設立した。しかし後述の北原の逮捕の一件が原因で、現在は顔を合わせれば一触即発の関係になっている。
ゴッドが日本を席巻し始めた頃、根岸の脱退宣言を前に溜め込んでいた疲労が限界に達し「DMCは解散だ」のひと言を残して吐血、意識不明の重体に陥ってしまう。しかし、帰還したクラウザーとゴッドの最終決戦に病み上がりの状態で応援に駆けつけ、クラウザーの勝利のきっかけを作った。
グリとグラ
社長のデスメタル仲間。身長190cm、体重84kg。本名かどうかは不明。ボンデージファッションで大型バイクを乗り回す。
それぞれ片眉を剃っており、髪型はロード・ウォリアーズのそれを思わせるモヒカン&逆モヒカンヘアー。屈強な体で一言も喋らず、無言で笑うことも多い。社長の命令で根岸を拘束するなど、社長の忠僕である様子。パフォーマンスとして、黒のビキニパンツ一丁になり、頭の後ろで手を組み下半身をカクカクと前後させる卑猥なダンスを踊る。
映画版では犬（社長のペット?）として登場。
名称は児童絵本の『ぐりとぐら』が元ネタ。
ロザドニエゴリ・ボサラバロドス
声 - うえだゆうじ
社長がクラウザーII世の影武者として用意した、野球好きなラテン系外国人。身長178cm、体重74kg、血液型O型。ドミニカ共和国出身。
DMCを逃げ出した根岸の代わりにクラウザーの代役を務めるも、クラウザーのキャラクターを尊重しないパフォーマンスに怒った根岸に制裁されてしまう。その後、根岸が行方をくらましている間に再び代役としてステージに上がり、ブラックデスDMCとの対決では偶然にもクラウザーI世の「1秒間に12回レイプ発言」の秘密を暴き出した。DMCメンバーとの初顔合わせ以降、メンバーたちには「ロザド」という愛称で呼ばれている。
陽気な性格の好人物だが、額の「殺」の字を「投」と間違えて書いたり、歌詞にもメタルに無関係な改変を施すなど、代役としての技量には疑問が残る。音楽自体は好きだと言い、自前のラジカセを常時持ち歩いている。
彼が作中で歌った『グロテスク』の替え歌が自身を題材にしたものだとすれば、9人兄弟の長男で出稼ぎのために日本へ来たらしく、今でも野球が諦めきれない様子。野球では左投げ、ギターは右利きの持ち方で持つ。
品川 勇次（しながわ ゆうじ）
作中ではメジャーレーベルとされているナーフ・ミュージック・エンターテイメントの元社員。身長174cm、体重68kg、血液型A型。東京都出身。
DMCの話題性に目を付け、メタル以外の曲調の開拓やメンバーのソロデビューなど多方面展開の確約をエサにDMCを自社に引き抜こうと画策。兼ねてよりメジャー志向の強かった和田がその話に食いつき、根岸と西田も巻き込んでデスレコーズ社長に内緒で接触するも、接待に使用したキャバクラが社長の行動エリア内だったことが災いし、鉄拳制裁を喰らうこととなった。
その後、社長によって豚見習いとしてデスレコーズに移籍。パフォーマーとしての豚の生き様に次第に心酔するようになる。
チェン・ミンシク
DMCの面々が地方公演の帰りに列車事故に巻き込まれて東京でのライブに間に合わなかったため、ロザドと共に代役として呼ばれた中国人の男。ジャギの代役担当だが太り気味。普段は中華料理店で働いており、得意料理はチャーハンらしい。
ダルハム
DMCの面々がライブに間に合わなかったため、ロザドと共に代役として呼ばれたインド系の男。カミュの代役担当。ヨガやヘビ操りが得意な模様。

## クラウザーI世とその関係者
北原 元気（きたはら げんき） / ヨハネ・クラウザーI世（Johannes Krauser I）
かつてデスレコーズがブラック&デスレコーズだった頃に所属していたアーティスト。身長168cm、体重70kg、血液型B型。静岡県出身。
デスメタルバンド「ブラックカオス」のリーダー「死神G」として活躍し、殴り込みに来た若き日のデスレコーズ社長と意気投合。圧倒的な楽才と暴力で日本のメタルシーンを席巻した。その後社長に片想いするようになったが、気持ちを抑えきれず彼女の尻を触ったことで痴漢扱いされ逮捕され、社長からも「レイプならともかく、痴漢などというちっぽけな性犯罪に手を染める男などもう悪魔ではない」と縁を切られる。服役中にも数々の問題を起こし、長らく刑期が延長されていたが、出所後はクラウザーI世を名乗り、自身の想いとプライドを踏みにじった挙句、弁解の余地すら与えず見捨てた社長に復讐を果たすべく、DMCとデスレコーズに対して様々な妨害を仕掛けていく。
クラウザーII世の「1秒間に11回レイプ発言」を超える「1秒間に12回レイプ発言」などの技を持ち、対バン企画を潰す、デスレコーズの事務所を荒らすなどの妨害を次々に仕掛け、さらにDMCに恨みを持つ人物を集めてDMCと同名のバンド（後に「ブラックデスDMC」に改名）を結成して一気にDMCの人気を奪い、ついには自らの演奏で根岸をクラウザーとして覚醒させた上で打ち負かして伝説のギターを奪い、「メタルで負ける」挫折を味わわせた。
DMCとの対バンでは当初は優位に立っていたものの、復活したクラウザーII世が会場に現れたことで形勢が逆転。『恨みはらさでおくべきか』に相当する『祟り』という新曲で投獄時代の恨みを歌うが、器の小さいクラウザーにそのエネルギー差で圧倒され、さらに「1秒間に12回レイプ発言」は実は口の中にバネを仕込むという工夫により行われていたインチキ技であったことを観客の前で暴かれてしまい、挙句に実際の姿までもを晒され、敗北することとなった。
前述の逮捕の一件で社長を恨んでいたが、実際は社長に対する想いを捨て切れていなかった。本家DMCに敗れた後、観客の前で社長に自らの想いを告白し、101回のプロポーズを敢行するも鉄拳制裁により玉砕。その後「元気BAND」を新たに結成し、デビューシングルをDMCやデズムのニューシングル発売予定日に合わせて発売した。
その後はデスメタルバンドを潰して回るゴッドと対決するがあえなく敗北。この時、懲りもせずにまた口の中にバネを仕込んでいたことが判明する。
「元気」という名前は東宝の映画『DMC』広報担当者の川村元気から。
ブラックデスDMC
北原がDMC打倒のために結成したバンド。メンバーはヨハネ・クラウザーI世（Gt,Vo）、ナオキ（Gt）、レモン（Dr）、鈴木（Ba）の4人で、この他に北原がブラックカオス時代に倒したアーティストのエンマ加藤を牛（資本主義の豚に相当するパフォーマー）として擁する。
鈴木以外は全てDMC関係者に恨みを持つ人間で構成されている。かつてDMCの成し遂げた偉業をことごとく完遂してファンを奪い、関係者（普段の根岸）を襲って伝説のギターをも強奪、本家DMCに真っ向勝負を挑んだ。
ナオキ
DMC信者の1人で、非凡なギターテクの持ち主。DMC脱退を目論んだ根岸から後釜に勧誘されるが、それを知った社長が根岸に制裁を加えたため、結果的に一方的に約束を破棄されたことになり恨みを抱く。
その一部始終を見ていた北原に拾われ、彼と手を組みブラックデスDMCに加入。その後は北原と行動を共にするようになり、本家DMCとの対決でブラックデスDMCが敗れた後も北原についていった。
レモン
秋葉原のゲームセンター「シリウス」の頂点に君臨する凄腕オタクゲーマー。ニートであるが故の膨大な空き時間を使って腕を磨いていることから、「ニートの皇帝」の通称で知られる。頭髪はカツラである。
リズムゲーム『太鼓の超人』を自慢の十八番とし、驚異的なドラムテクと持久力を身に付けている。パフォーマンスを交えながらのプレイで、普通にプレイしている有名リズムゲーマーとの対戦を圧勝するほどの腕前を持つ。
秋葉原のオタクたちにアイドル扱いされるシリウスの美人女性店員の独占を狙ったため、オタク仲間から阻止の依頼を受けた西田扮するカミュと『太鼓の超人』で対決しようとする。しかし、その風体から入店拒否されて不戦敗になりかけたことを焦ったカミュによる「本人への直接攻撃」という反則技でノックアウトされた上にカツラの秘密まで暴露され、地位を失う。その後北原に拾われ、彼と手を組みブラックデスDMCに加入した。
全裸の男
ブラックカオスの元メンバーの1人で、常に全裸で演奏していた男。I世とII世の戦いを観戦し、北原の101回のプロポーズを『SAY YES』を歌って盛り上げた。現在はサラリーマンをしているらしい。

## DMCの支援者

### DMC信者
メンバーのあらゆる行動を好意的に解釈（勘違い）してくれる妄信的・狂信的、かつ熱狂的なオーディエンス。フリーター、映画監督から根岸の肉親まで、様々な分野に存在する。ほぼ全員が悪魔的な化粧を施したり、露出度が高い服またはゴスロリ・ボンデージ系ファッションを着ているのが特徴。
DMCのためならば時間、予算、職業などの全てを投げ打ってどこにでも駆け付け、X JAPANファンの「We are X!!」を彷彿とさせる「Go to DMC!!」の掛け声の下、非常に高い団結力でDMCを力の限り応援する。
一方で、DMCを罵倒したり蔑んだりする者には子供であろうと容赦なく制裁を下し、他のアーティストのファンと抗争を起こすなど、社会的に問題になりそうな行動も数多く行っている。
ほとんどが名無しのモブキャラクターだが、クラウザーの奇行を強引に正当化する重要な存在として扱われており、
- 「クラウザーさんに○○なんて関係ないんだ!」
- 「出たー、クラウザーさんの○○だ～!」
- 「キサマSATSUGAIするぞ!」
- 「それはクラウザーさんに対する冒涜か!」

などの名言（迷言）を次々と生み出している。
DMC伝説の半分以上は彼らが勝手に妄想した末に吹聴し広まったもので、その都度根岸が事態を収拾するためクラウザーとなって活動するも、皮肉にもその意図とは逆に逸話の裏付けを作ってしまい、毎回火に油を注ぐ結果になっている。
ファンの鑑
声 - 前田剛 / 演 - 大倉孝二
普段からクラウザーを真似て額に「殺」の字を入れている、体格のいい長髪の青年。本名は不明。一緒に行動している友人らしきインディアンヘアに鼻チェーンの青年（声 - 矢部雅史 / 演 - 岡田義徳）と共に、根岸からは「いつもライブに来るファンの人」と認識されている。
DMCのコピーバンドをやっている姿や、ヒーローショーのスーツアクターなど多数のアルバイトをしている姿が描かれるなど、登場回数・台詞いずれも多く、事実上DMC信者の中心人物となっている。腕っぷしも相当強く、クラウザーに殴りかかったアサトを一撃で失神KOさせ、元プロボクサーのKIVAクルーを傷一つ負わずに倒し、フットサルの試合でインターハイ出場経験者をあっさり抜き去り「レベルが違う」と言わしめるなど、各所で無駄に優れた能力を発揮する。
長らく「ファンなのにクラウザーに犯られていない」ということにコンプレックスを持っていたが、ゴッドとの最終決戦後のライブでクラウザーの手招きを受けてついにステージに上がり、尻を叩かれるという最高の栄誉を授かったことでコンプレックスを乗り越えた。
サタニック・エンペラーで俊彦と知り合い、クラウザーとゴッドの最終決戦の時点ではいつの間にか親しい関係を築いていた。
彼の他、中華料理店「ラーメン 満」で働く辮髪の男、『キン肉マン』の登場キャラクター（バッファローマン、ブロッケンJr.など）にそっくりな風貌の男たち、帽子を被りクラウザー風のメイクをした小太りの女（演 - 小林きな子）、頭の半分を剃りあげた神奈川県内のSMクラブに勤める女などが準レギュラー的存在として登場する。
深津 良太（ふかつ りょうた）
声 - 浜添伸也
病で床に臥せっているDMC信者の青年。イベントに赴く際は髪型をモヒカン刈りにしている。
クラウザー宛にファンレターを送り、そこに「手術が失敗したら生きていけない」と書かれていたことで、クラウザーがわざわざ果物を持って自宅に来訪。クラウザーはレコーディング中だったことから「もしお前が明日手術を受けると約束するのなら、お前のために1秒間に11回レイプ発言を達成してみせる」と宣言、その後宣言通り見事達成するが、病気は風邪で、受ける手術は包茎手術だった。
クラウザーたん
声 - 伊瀬茉莉也
番外編「デトロイト・モエ・シティ」に登場した幼女。クラウザーと同じメイクを顔に施し、額には「しゃちゅ（殺）」と書かれている。本名は戸澤ルナ（とざわ ルナ）。
ライブ会場のロビーでDMCの『メス豚交響曲』を歌い、白い液体（ミルク）を飲み、父親に襲い掛かった（抱きついた）ことで、多くの信者仲間から「将来有望」と称賛を受けた。
戸澤（とざわ）
「極東プロレス」所属のプロレスラーで、クラウザーたん（ルナ）の父親。一家揃ってのDMC信者で、デスレコーズに直接自分の試合への観戦招待を掛け合っている。
一方、ライブ会場のロビーで根岸に「小さい子にはDMCよりもっと違う曲を聴かせてあげた方がいいのでは」と指摘された際には「SATSUGAIするぞ」と凄んでみせた。
YASU
インターネットでDMCのファンサイトを立ち上げている管理人。本名他、正体不明。
サイトでは電子掲示板を開設し、まるでチャットのような賑わいを見せている。「最新情報」「ライブスケジュール」「管理人プロフィール」という定番コンテンツの他に「クラウザーさんの伝説とお言葉」「ジャギ様の放火現場」「カミュさんの惨殺ルーム」というアーカイブ的なコンテンツがある。
仁村（にむら）
帰国子女のDMC信者。本業はプロレスラーで、極東プロレスの若きエース。
積極的に盛り上げるようなリスペクト法（クラウザーを呼び捨て、演奏中に乱入しオリジナルの歌詞を挟むなど）で当初は他の信者の反感を集めていたが、上記の「ファンの鑑」との対決の末迎え入れられる。ちなみに、「ファンの鑑」を作中でファンの鑑と呼んだのは彼。
倉本 一樹（くらもと かずき）
富山県出身のDMC信者。信者仲間の女性・葵（あおい）に告白したいというファンレターを受け取った根岸は、彼の恋を実らせるため、デスレコーズ社長からの鉄拳制裁を喰らいながらも「猫が憑依」「地獄の人文字で富山県章を出す」といった滑ったパフォーマンスを行う。しかし彼も「スランプなのでは」と思い込み、葵に「クラウザーさんの唾を取ることができたら付き合ってほしい。最近のクラウザーさんはスランプ気味だから簡単」という旨のプロポーズをしたため、それを聞いた根岸の怒りを買ってしまう。
最終的にクラウザーの唾を取ろうとして捕まり、資本主義の豚にレイプされる「豚の種付けの刑」を受ける。これを見た葵は幻滅し、彼と別れてしまった。

### その他の支援者
シゲおじちゃん
声 - 矢部雅史
根岸の住むアパートの管理人。身長163cm、体重52kg、血液型O型。茨城県出身。本名は不明。
心優しく親切な老人で、お菓子を差し入れするなど、根岸のことを何かと気にかけている。根岸にとっては東京での父親のような存在。口癖は「オロロロロ～」。
暴走したデスレコーズ社長とグリ・グラによって振り回されるうちに若い頃の勢いを取り戻し、DMCのファンになってしまった。DMCを「デー・エム・セー」、CDを「ドーナツ盤」と呼び、根岸の演技を「裕次郎の再来」「勝新の域に達してる」と評価するなど、時代を感じさせる発言も多い。
沢井“スペルマン”剛（さわい スペルマン たけし）
声 - 李闘士男
アンダーグラウンドでカルト的な人気を持つ、「B級映画界の奇才」と呼ばれる映画監督。身長168cm、体重64kg、血液型B型。山形県出身。代表作は『撲殺コップ』『殺戮のパンダ鮫』など。
熱狂的なDMC信者であり、デスレコーズ社長に自ら新作映画『ノ・ビーレ』の脚本を売り込み、クラウザーの出演を取り付けた。撮影中にクラウザーがアドリブを取ったのを受けて急遽独断で内容を変更、傑作となったことを確信するが、俳優側の事務所から訴えられあえなく公開は無期延期となる。
本官
交番勤務をしている警察官。本名は不明。普段は至って温厚な性格で、職務に忠実。以前上司がクラウザーの「ポリ殺し」 による被害を受けて以来、クラウザーを逮捕しようと執拗に追い続けているが、CDショップでの万引きや八百屋でのレタス盗難といった通報を受けても事あるごとに犯人がクラウザーであると決めつけるなど、どこか抜けている。
あくまでDMC信者ではないものの、捜査のためという建前でDMCのアルバム『魔界遊戯』を発売日に並んで購入し、先着限定特典のステッカーまで手に入れるなど、DMC信者に近しい行動も多く、クラウザーとゴッドの最終決戦の舞台となったライブ会場にも姿を見せていた。

## 根岸の家族・親族
根岸 俊彦（ねぎし としひこ）
声 - 加古臨王 / 演 - 加藤諒
根岸の弟で高校3年生。身長174cm、体重63kg、血液型O型。
兄と同じくポップスが好きで家族想いの心優しい少年だったが、根岸が上京した後ラジオで聴いたDMCの曲の虜になり、不良化。学校をサボり、肉親にも反抗的な態度をとるようになる。根岸が帰郷した頃には、勉強で問題を出されてもDMCに関連付けた回答しかできないほどのDMC信者になっていた。しかし、他の家族同様に天然ボケの気があるようで、実兄扮するクラウザーと対面した時も全くその正体に気付かなかった。
クラウザーの、DMCにかこつけた農作業の指南と説教を受けて改心したかに見えたが、後にピンクのマッシュルームカットという暴走した姿でサタニック・エンペラーに来場。クラウザー（のふりをした根岸）からその髪型について「貴様の公然猥褻カットは童貞丸出しの『思春期早漏ヘア』」と意にそぐわなかった旨の指摘を受けたことで、その償いとしてヘルヴェタのファンに喧嘩を売り、危うく生贄にされそうになった。根岸が朋子の結婚式のために実家に帰省した時には髪の毛の色を黒に戻している。
高校卒業と同時に同級生の女の子から告白され、その彼女が上京しているため遠距離恋愛中。その彼女に会いに行くために根岸と再会した際にはかなり更生した様子を見せた。
DMC解散騒動があった時期は、ファンであるにもかかわらず解散ライブに駆けつけずに彼女と過ごして童貞を喪失したことが根岸への手紙の中で明らかになっている。また、サタニック・エンペラーで上記のピンクのマッシュルームカットの自慢を通じて「ファンの鑑」と知り合い、クラウザーとゴッドの最終決戦の時点ではいつの間にか親しい関係を築いていた。
根岸 啓子（ねぎし けいこ）
声 - 井関佳子 / 演 - 宮崎美子
根岸の母。東京で一人暮らしをしている根岸を何かと心配して、たびたび野菜や米、吉四六漬など食べ物や手紙を送ったり、電話をかけてくるなどしている。少し心配性な、どこにでもいる農家のおばさんである。
突如家に現れたクラウザーを見ても一切うろたえず、「地獄から来た」という自己紹介を聞き違え、逆に「四国からわざわざ悪いねぇ」と歓迎し「クラちゃん」と呼んで朝食を振る舞う度量の広さを持つ。その際もクラウザーが実の息子であることにまるで気付かなかった、かなりの天然ボケ。また、俊彦が大事にしているDMCのTシャツを断りもせずに着て農作業を行うなど、あまり細かいことは気にしない性格である。
俊彦が「変な音楽（DMC）」に入れ揚げて不良化していることを一応悩んではいるが、根が大らかなのか、あまり深刻に捉えている様子はなく、俊彦がDMCに感化されて酷い言葉を浴びせても「あらあら」と和やかに返す。
サタニック・エンペラー時には、農作業中に田んぼから溝に落ちて足を怪我し2週間ほど入院していたことが俊彦の口から語られたが、根岸はその連絡を受けておらず、息子に余計な心配をかけまいという母の気遣いに胸を打たれ、代わりに自らの分身が引き込んでしまった俊彦を更生させることに苦心する。
映画版では、「もしクラちゃんに会ったなら渡してほしい」と根岸にお守りを託す場面がある。
根岸 一則（ねぎし かずのり）
演 - 菅原大吉
根岸の父。七三分けで眼鏡をかけ、農業従事者らしい逞しい体格をしている。根岸がまだ幼少の頃から農業のスキル（シイタケ栽培用の薪割りなど）を叩き込んでおり、それが後にDMCでのライブパフォーマンスに生かされることになる。
東京で定職に就かずミュージシャン活動を続けている根岸を心配し、コンバインの販売企業への面接を斡旋するなど、厳しさと優しさを併せ持つ古き良き日本の父親といった人物。他の家族同様、クラウザーの正体が実の息子であることには気付かなかったばかりか、クラウザーと共に朝食を楽しみ、帰りも少し残念がっていた。
一方、根岸が朋子の結婚式にてサプライズで自作した祝福曲を歌い始めた時には酔っ払ってふざけたと勘違いし、鉄拳で一喝した。
根岸 康一（ねぎし こういち）
根岸の祖父。どこにでもいる心優しい老人だが、痴呆の傾向があり、周囲に対しては「あべよし」（近所のスーパーマーケット）に行くことを誘う発言を繰り返している。
荒れ果てていた根岸家の土地を一から手作業で耕して立派な農場に復活させた苦労人で、根岸には尊敬する立派な先達として非常に慕われている。
後に家の屋根から落ちて怪我を負い、その連絡を受けた根岸は祖父を心配して実家へ戻ろうとしたが、運悪くその日に社長がライブの日程を決めてしまったため実家に帰れなくなってしまう。その後、根岸は彼が亡くなったとばかり思い込んでいたが、後に母からの連絡で彼は足をひねっただけで助かったと知らされた。
根岸 朋子（ねぎし ともこ） / 河野 朋子（かわの ともこ）
演 - 池澤あやか
根岸の妹で俊彦の姉。俊彦からは「朋ちゃん」と呼ばれている。職業は会社員で、根岸家の3兄弟の中ではある意味一番の常識人。しっかり者だが、寂しがりな一面もある。俊彦と同じく東京に上京した兄を尊敬している。
後に河野と結婚するが、結婚披露宴の最中にクラウザーが乱入し、悪魔なりの破滅的かつ暖かい祝福を受け思わず涙する。他の家族と同じくクラウザーの正体が崇一であることには全く気付いておらず、クラウザーのことを「クラちゃん」と呼ぶ。
根岸 信子（ねぎし のぶこ）
康一の妻で、根岸の祖母にあたる。作中では既に故人。康一との馴れ初めはお見合い。
河野 亮（かわの あきら）
朋子の夫だが、朋子からは挙式中にも「河野くん」と呼ばれていて、劇中では披露宴の司会者に一度下の名前を呼ばれたのみである。
地元の役場に勤務しており、顔が大きいため俊彦からは「顔デカ」と呼ばれる。大きいのは顔だけではないらしく、温泉で俊彦がその黒さ、太さ、グロテスクに光る存在感から「彼こそクラウザーの正体である」と決め付けて思わずDMCコールを連呼してしまうほどの股間のブツや、結婚式の披露宴にてクラウザーから数多くの恥辱的な拷問を受けても、心配して駆け寄る朋子に対して「みんなが楽しんでくれてよかった」と笑顔で言ってのける度量の大きさも持ち合わせる好漢。
モデルは映画にも携わった、豊後大野市役所勤務の同姓同名の人物である。

## 根岸をとりまく人々
相川 由利（あいかわ ゆり）
声 - 長澤まさみ / 演 - 加藤ローサ
根岸が想いを寄せている大学時代の同級生であり、本作のヒロイン。現在は根岸が愛読するオシャレ系雑誌『アモーレ・アムール』の編集者をしている。身長162cm、体重48kg、血液型O型、胸のサイズは86cm（Dカップ）。東京都出身。
外見は美人でスタイルも良いが、性格は真面目なようでいてオトボケ気味。かなりの鈍感で、クラウザーの正体が明確にわかってしまうような場面でも全く気付いている様子がない。
根岸が発売されたばかりの新曲『グロテスク』の売れ行きを確認しに入ったCDショップ「JOWER RECORDS」で、根岸と大学卒業以来の再会をする。その後、雑誌取材でDMCのライブを訪れた際、『メス豚交響曲』の歌詞にショックを受け、さらにクラウザーに「豚の黒パンツの刑（スカートめくり）」をされたことで、「豚」という言葉に敏感に反応するほどのトラウマを負わされてしまった。
根岸と同じくスウェーディッシュポップが好きで、メタルなどの過激な音楽が嫌い。彼女が「ギターも上手いし、プロになれる」と誉めたことで根岸は本格的にプロのアーティストになる決心をしたので、路線が違うとはいえ、ある意味ではDMCとクラウザーII世の生みの親と言ってよいのだが、上記の最初の事件後もクラウザーによって数々の被害を受けたため、当人はDMCを最低のバンドと思っている。
クラウザーとしての人格が表面化した根岸からも「マンカス」「顔面クリトリス女」「エコノミックメス豚」など、あらぬ言葉で罵倒されたり辱めを受けたりすることが多いが、根岸の機転で関係の悪化には至らずに済んでいる。
根岸本人は片想いだと思い込んでいたが、最終話にて実は両想いだったことが判明。しかし、根岸が愛の告白と同時に自分の正体も打ち明けようと思い、クラウザーの姿で正体を明かしたところ、彼女はクラウザーに酷い目に遭わされ続けたこともあって「クラウザーの」嘘だと思い込み信じなかった上、根岸の方も自分自身がフラれたと勘違いしたため、暴走したクラウザーが彼女の口に自分の性器を押し込んだのち逃走という形に終わってしまい、結局最後の最後までお互いがそれぞれの気持ちを知ることはなかった。
山野 花江（やまの はなえ）
声 - 加藤ローサ
業界でも注目されている若手女優。映画『ノ・ビーレ』でヒロインのユウコ役を務める。根岸は彼女をデビュー時から応援しており、初主演の舞台『ブルーの構図のブルース』、映画『学園☆スカッシュ』など、出演作は事細かく観ている。
ベッドシーンがあることに悩みつつも事務所の契約通りにこなそうとするが、クラウザーのアドリブのおかげでヌードは見せずに済んだ。しかし、当初の脚本とは全く違う滅茶苦茶な内容に絶句してしまい、訴訟を起こす。
関 祐太郎（せき ゆうたろう）
相川が大学時代に付き合っていた元彼。サタニック・エンペラー開催日前日に根岸たちがフリーマーケットを出していたところに偶然通りかかり、相川と再会。そのまま居座り根岸の知らない相川との思い出話に花を咲かせたことで、嫉妬に狂った根岸は彼がフリーマーケットで買ったメタルのCDを流して幻滅させようとした挙句、曲を聴いているうちにクラウザー化し、ネクタイで自らの首を絞め上げながらその場を去った。
ちなみに彼の兄が聴いているバンド「ヘルヘッド」はタイムテーブルでは確認できないものの、サタニック・エンペラーに出場していることが観客の台詞でわかる。
メルシー
声 - 柊瑠美（映画版）
根岸がギター練習をしていた公園に捨てられていた子犬。根岸の弾くスウェーディッシュ・ポップが気に入ったらしく、懐いてきたことで根岸は「ありがとう」の意味を込めてメルシーと命名した。
後日、根岸が自らのもう一つの顔であるクラウザーの姿を見せたところ、威嚇された上に噛み付かれて見捨てられる。しかし置き去りにしたメルシーのことが気になったクラウザーがライブを途中で放り出して嵐の中を公園まで探しに行ったところ、今度は股間に噛み付いた上で何処かへ去っていった。このことがきっかけで根岸は犬嫌いになってしまう。

## 東京オシャレ四天王
アサト ヒデタカ
声 - 川田紳司 / 演 - 鈴木一真
デザイナー。身長184cm、体重63kg、血液型A型。東京都出身。
当初は根岸にとって憧れの存在であり、彼の方も根岸に対して「失敗してもいいんだよ」と優しい誘い言葉で経営する店でのミニライブ出演を勧めて好印象を与えていたが、いざ演奏が行われると途中で割って入り辛辣にも「お遊戯的な事なら外でやってくんない?」と罵倒したため、根岸に極めて深いトラウマを植え付けてしまった。以降も根岸はこの事件を引きずっているかのような場面が見られ、アサトのこともそれまでとは一転して大嫌いになり、激しい憎悪を抱くようになる。
相川とは仕事の付き合いだが、遊園地にデートに誘うなど気があるような節がある。遊園地でヒーローショーを観劇していた際、観覧車の中でアサトが相川にキスをしたと勘違いしてクラウザー化した根岸が乱入し相川に掴みかかったため、激怒して殴ろうとしたものの、助けに入った「ファンの鑑」に逆に殴られて気絶する醜態を晒した。
外園 誠（ほかぞの まこと）
声 - 松山ケンイチ
人気俳優。映画『ノ・ビーレ』で主人公・タケシを演じた。
やはり根岸の憧れでもあるが、本性はエリート意識丸出しの傲慢な性格。クラウザーの悪魔玉を直接口で受けるが、当人はそれが何だか気が付いておらず、後に試写会で真相を知った際には了解もなく「悪魔玉を受けたために顔面が破裂し、死亡する」役にされたことも相まって激怒し、山野共々訴訟を起こした。
久瀬 アイセット（くぜ アイセット）
写真家。身長182cm、体重64kg、血液型B型。神奈川県出身。相川とはアモアムの連載を通じての知り合い。 彼の写真集の帯カバーにはアサトも寄稿している。
根岸は久瀬に憧れて一眼レフで写真を撮り始めるようになったが、久瀬はそんな根岸の撮ったポートレート集を一目見て「写メって今、こんな風にプリントできるんだ」と勘違いした。アサトや外園のように二面性のある人物ではなく、根岸自身に対してもそれなりに寛大かつ友好的に接したものの、この一件で相川の前で恥をかかされたと思った根岸の報復を受ける羽目になり、自身の個展の目玉となる作品を台無しにされてしまう。
荒山 奇信（あらやま きしん）
南部虎弾に似た、独特な禿げ方をした写真家。根岸によって台無しにされた久瀬の写真を「新境地だ」と褒め称えた。
茂木 高之（もぎ たかゆき）
アサトや久瀬が慕い、かつ「クリエイティブキング」の異名を持つプロデューサー。「細胞レベルでの表現が出来るアーティスト＝閃きを現実にしてくれる人材」を求めてオーディションを行い、根岸と秀喜もエントリーするが、両者共にケチョンケチョンに貶されて脱落。特に『甘い恋人』を歌った根岸を「上辺だけを取り繕った音楽にしか聴こえない」という的を得たコメントで貶めた。ゴッドとなった秀喜に全身を真っ黒に塗られ、口にガムテープを貼られる報復を受ける。

## ライバルやその他の出演バンドたち

### 佐治とその関係者
佐治 秀紀（さじ ひでき）
声 - 永嶋柊吾 / 演 - 高橋一生
根岸の卒業した大学の後輩。身長169cm、体重56kg、血液型O型。東京都出身。
ライト感覚のポップミュージックを好み、同じ趣味の根岸を「ギターも歌も上手い」と尊敬し、目標にしている。根岸とは対照的にポップミュージシャンとしての才能には恵まれているようで、インディーズバンド「テトラポット・メロン・ティ」を結成して主に路上ライブを中心に活動している。性格・言動に難のある者の多い主要登場人物の中では数少ない純粋な良識者。
根岸が大学を卒業してからは交流がなくなっていたが、下北沢で自身が路上ライブを行っていた際の観客の中に根岸を見かけ、その後出演した埼玉の深夜ローカル番組で偶然にもクラウザーとなった根岸と再会。局のトイレでつかの間交流を温め、励ましてくれたクラウザーに「雰囲気が僕の尊敬する先輩に似てて、とてもいい人」と好印象を抱くも、（根岸自身も直前まで知らされていなかったとはいえ）演奏中に襲撃されるという裏切りに遭い、以降もクラウザーによってミュージシャンとして大成するチャンスを幾度も潰されることとなる。
その後、タカコというミュージシャンがパーソナリティを務めるラジオ番組にも出演したが、自分だけが佐治とタカコに騙されたと勘違いしてクラウザー化した根岸の乱入によって「悪魔しりとり」というゲームで放送禁止用語を口にするよう仕向けられ、番組を打ち切りに追いやってしまった。
相川と同様、最後までクラウザーの正体が根岸であるとは気付かなかった。
テトラポット・メロン・ティ
佐治がボーカルとタンバリンを務める3人組のオシャレ系ポップバンド。
当初は根岸が相川らと合コンをした際、自分のバンド名を偽った時の名前として登場したが実在し、インディーズながらDMCと同じくカラオケに代表曲『サリー・マイ・ラブ』が登録されているなど、そこそこの知名度を持っている。
音楽番組でDMCと共演した際、社長命令を受けたDMCにステージを襲撃されて出番を乗っ取られた挙句壮絶な仕打ちを受け、それが原因となって解散。その後なんとか立ち直り、同じメンバーで活動を再開したが、「クラウザーI世の正体は佐治ではないか」という疑心暗鬼に陥ったクラウザーに再結成ライブに乱入され、前回以上の仕打ちを受ける結果となってしまった。
ホイップ・ラブ・クリームス
下北沢で路上ライブ中だった根岸がテトラポット・メロン・ティを解散した後の佐治と再会した際、相川から誘われていたアモアム主催の「新人ミュージシャン発掘オーディション」に一緒に出場するため結成したユニット。洋菓子作りのパティシエをコンセプトとしており、コック帽を被り、曲に合わせてケーキ作りのパフォーマンスも行う。
タイトル曲として『ホイップ・ラブ・クリーム』があるが、路上ライブで披露した際には根岸の歌は聴衆に全く受け入れられず、卵まで投げつけられた。その上、たまたま路上ライブを見に来ていた相川が下北界隈では名の知れていた佐治とばかり仲良くするのを目の当たりにした根岸は、嫉妬に狂ってその場を逃げ出し、佐治と相川が「代官山オシャレファックを決めやがった」と勘違いする。
オーディション当日に根岸はクラウザーとなって登場。佐治はまたしてもチャンスを潰された上に、相川はホイップクリームを顔面に引っ掛けられ、「下品は貴様だ、この顔射用女めが!!」となじられてしまう。

### ジャック・イル・ダークとその関係者
ジャック・イル・ダーク (Jack ill Dark)
声 - 野村祐人（英語）、竹内力（日本語） / 演 - ジーン・シモンズ
過激なパフォーマンスで有名なブラックメタル界の帝王。身長190cm、体重85kg。アメリカ出身。「悪魔のギター」の通称で知られる伝説のギターをカールス・マーダーから受け継いでいる（2代目）。代表曲は『ファッキンガム宮殿』。楽屋に挨拶に行く際「実は善人なのではないか」と考えた根岸は、想像の中で本名を勝手に「サム・ハンクス」としていたが、娘のケニーもイル・ダーク姓を名乗っているため本名だと思われる。
ドラッグ、レイプ、暴力事件などで数多くの逮捕歴があり、自伝『ジャック・イル・ダーク 帝王の真実』に書かれている事柄はほぼ事実という大変な危険人物。「生まれながらの犯罪者」との異名を持つ。ライブでのパフォーマンスを兼ねて「メタルバッファロー」、「メタルコブラ」と呼ぶ獰猛なペットを飼っている。
近年になって老いによる衰えを自覚し、引退を決意。その花道を飾るべく企画されたワールドツアー『世界崩壊』で、「各国の生意気なメタルバンドを潰す」というテーマの下に来日した際、インディーズシーンで破竹の勢いだったDMCに目を付け、対バン相手に指名する。しかし、全盛期よりは衰えたりといえど自分をも上回る破滅的過激さを見せ付けたDMCを「コイツら本当の悪魔だ」と評して敗北を認め、ライブ後クラウザーに「悪魔のギター」を譲りデスメタルの未来を託した。
その後、出国の際に根岸から贈られたシイタケを空港の税関でマジックマッシュルームと間違えられてしまい、誤認逮捕される羽目になる。
来日に際しては、冷静だが不正確な訳をする日本語通訳を帯同している。
引退後はジャズに転向して失敗し多額の負債を抱え、その後ホットドッグ店や深夜の通販番組への出演も始めたものの全て失敗してしまったことが9巻で明らかになる。だが、ケニーが見つけたカニバリズムアニマルの音楽を聞いたことで心に火が点き、借金を返すためカニバリズムアニマルのプロデューサーを務める。
映画版では原作と衣装が大きく違う。
ケニー・イル・ダーク
ジャックの娘で、メタルの地位向上のために父の稼いだ資金を元に設立した「プロジェクト・イル・ダーク (PID)」という音楽関連会社の代表取締役。身長176cm、体重60kg、血液型A型。アメリカ出身。巨乳で整った顔立ち。過去に日本への留学経験があるため、日本語は堪能。
DMCから富士樹海で行われる闇の一大ヘビーメタル・フェス「サタニック・エンペラー（SATANIC EMPEROR）」出場の内諾を得るべく来日し、その前にクラウザーが父から譲り受けた伝説のギターを持つにふさわしいかを見極めようとする。その際、クラウザーは彼女を国技館と寿司屋に接待した。
作中、デスレコーズ関係者以外で根岸とクラウザーが同一人物であることを理解している数少ない人物。
カニバリズムアニマル
ケニーが奄美大島の山中で見つけた4人組のメタルバンド。メンバー名は全員不明。客に噛み付くなど派手なパフォーマンスをするが、クラウザー曰く「ただの野蛮なバンド」。デビュー曲は『FUCK島』。

### カールス家
カールス・マーダー
ジャックからクラウザーに贈られた「悪魔のギター」の最初の持ち主。物語開始時点で既に故人。
自分のギターに悪魔を宿そうとして、実際に生血を吸わせ続けた結果、殺人犯として逮捕された。ジャックの回想によると、カールスはそのギターを直接ジャックに託した後に引退、その後ロサンゼルス郊外に独りで暮らしていたとのこと。
「デスメタルの神」と呼ばれるほどのカリスマであるため、多くのバンドがそのギターを狙っており、現在ギターはデスメタルの王者が受け継ぐチャンピオンベルトのように扱われている。
実は日本人女性との間に息子の秀喜を授かっていたが、メタルゴッドのイメージ保持のために縁を切っていた。
カールス 秀喜（カールス ひでき）
カールス・マーダーが過去に日本人女性との間に作った息子だが、生まれてすぐに縁を切られているので父の顔を知らずに育った。松井秀喜そっくりの顔立ちと金髪が特徴的なハーフの青年で、物腰は柔らかい。
オシャレ四天王の最後の1人・茂木高之主催のオーディションにエントリーしていたことがきっかけで根岸と知り合い、趣味や夢が似通っていたことからすぐに打ち解けて友人となった。しかしながらその正体は、デスメタル界に突如現れた謎のスーパーアーティスト「ゴッド」であり、怒りが頂点に達するとゴッドの衣装を身に着けて現れ、クラウザー同様に騒動を巻き起こす。ファンに突然促されて一瞬狼狽するが、すぐにアドリブでデスメタル的な言動を行い、ファンにその全てが肯定されるところまで、どこまでも根岸とそっくりな男である。
本来はファッションモデルを目指しており、ウォーキングの練習を日々欠かさず行っている。しかしその顔のおかげでオーディションには全く通らず、その鬱憤をライブにぶつけている。このウォーキングはゴッドとしてのパフォーマンスの1つ「ゴッドウォーク」に活かされている（後述）。
ゴッド
本作のラスボスで、デスメタルバンド「ゴッド」のギター&ボーカルを担当。黒塗りのメイクに巨大かつ逞しい肉体、さらに全身黒ずくめの神々しい衣装という驚異的な出で立ち。メンバーは彼の他にベースとドラム、「生首」と称されるパフォーマーが登場する。
DMC、デズム、元気BAND、カニバリズムアニマルが同時にシングルを発売する日にシングルをリリース。口コミのみで情報が伝わり、そしてその1週間後のチャートで突如1位となって一気にデスメタル界の注目を浴びる。これを「メタル元年」とメディアは取り立てた。その後、アモアムでも「ゲテモノバンド第1位」に選ばれている。
父親から受け継いだ天才的な楽才とギターテクニックを誇り、さらにクラウザーに負けず劣らずなデスメタル的パフォーマンスを行う。主なパフォーマンスとして黒いローソクの火を消しファンの命を奪う（実際は死んだふり）という「命のローソク」、ステージ上をウォーキングして振り返るゴッドターンを含めた通称「ゴッドウォーク」がある。このゴッドウォークは必殺技と言っても過言ではなく、ファンの間ではこれを見た者は死ぬとされ、実際に根岸が抜けた後のDMCやジャック、カニバリズムアニマル、元気BAND、デズム、パイパニック・チェーンソー、ホラーエステティシャン、狂牙鬼走、さらにはヘルヴェタのシャーセまでがゴッドウォークに敗れ、その様子は動画サイトで全世界に公開された。ちなみに、ファンからの尊称もクラウザーと同じく「ゴッドさん」。
ゴッドウォークが通用しない相手には奥の手として衣装を変形させることがあり、重く刺々しいプロテクターのような装着物を身に着けた「第2形態」、無駄な装着物が取り外され俊敏な動きが可能となる「第3形態」、そしてテニスユニフォームのような衣装で目には見えない早弾きなど演奏に特化した「最終形態」の4段階に変身する。ゴッドのメンバーでさえクラウザーとの対決まで第3形態以降は見たことがなかった。
秀喜の母
名前は未登場。何らかの病で入院しており、秀喜は度々見舞いに訪れている。
メタルに否定的な話をされると激しく咳き込むが、夫や伝説のギターなどメタル関連の話をすると途端に元気になるという姑息な一面があり、秀喜がモデルを目指すことに内心では反対しているような素振りを見せている。

### 金玉ガールズ
「反男性社会」を謳う、女性のみで構成された4人組のパンク・ロックバンド。メンバーはニナ（Vo）、レイ（Gt / 声 - 井関佳子、演 - チカボー☆）、サエ（Ba / 声 - 岩男潤子、演 - ヨピ☆）、モモ（Dr / 声 - 伊藤実華、演 - ピット☆ミー）。所属事務所はゴールデンボール企画。ライブハウス「渋谷ルタファー」でよくライブを行う。
知名度アップを狙うオカマ風マネージャーの意向により、DMCを挑発するために『SATSUGAI』のメロディーを盗用し歌詞もDMCを貶める内容に改変した『デタラメ・マザコン・チェリーボーイ（DMC）』という曲を発表する。リーダーのニナは売れるためとはいえ、この戦略を是としていないが、曲のタイトルを聞いた根岸は自身の置かれている境遇から「ほぼ当たってる」と苦笑。アモアム読者の選ぶゲテモノバンド第3位。
ニナ
声 - 名塚佳織 / 演 - 美波（歌 - 映画版ではNobuko）
金玉ガールズのリーダーで、リードボーカルを担当。身長162cm、体重48kg、血液型A型。神奈川県出身。セックス・ピストルズのシド・ヴィシャスを心から崇拝し、事務所の方針に従わざるを得ない自分を恥じている。ショートヘアに勝気な瞳が印象的な美少女で、作中でも「音楽性は嫌いだがボーカルの子はカワイイ」という評価が聞かれる。
演奏中のクラウザーに飛び蹴りを食らわせライブに乱入するなど、パフォーマンスはかなり苛烈だが、対バンではクラウザーに完全に手玉に取られた挙句、悪魔玉の餌食になってしまう。
クラウザーのことは「ぬいぐるみ野郎」と呼んで毛嫌いしていたが、後に開催されたDMCとの対バンでライブハウスが火事になった際、逃げもせずにくつろぐクラウザーの姿を見て敗北を悟る。その後、クラウザーに助け出され、その時一瞬だが顔を赤らめた。

### 鬼刃とその関係者
木林 進（きばやし すすむ）
声 - K DUB SHINE / 演 - 大地洋輔（ダイノジ）
根岸と同郷の幼馴染で、小学生時代の一番の親友。身長172cm、体重78kg、血液型A型。アイス・キューブを東洋人にしたような外見をしている。根岸のことは親しみを込めて「ねぎっちょ」と呼ぶ。
実家はウナギ料理店をやっていたが流行らずに潰れて小学生の時に東京に引っ越し、離れ離れになっていた。その頃から同級生に「豚」と呼ばれるほど太っていたが、今もその体型は変わっていない。
心優しく引っ込み思案で精神的に弱かった自分を変えるために過去を葬り、カリスマヒップホップラッパー「鬼刃」として活動していた。鬼刃としての設定ではニューヨーク出身を謳っているが、彼自身の英語力は極めて低く、作中では英会話教室で1人だけ全く授業についていけないばかりか、英検5級にすら落ちている。
偶然ファミレスで根岸と再会し素直に喜ぶなど、根は良識的。犬飼を離れる時に根岸を始めとするクラスメイトたちから「犬飼Tシャツ」を贈られていて、大事なステージの時には衣装の下にそのTシャツを着て励みにしていた。
鬼刃（キバ）
自称「ニューヨーク帰りの史上最凶ギャングスタラッパー」。世相への痛烈な風刺や誹謗中傷をメインとしたディスを駆使したダミ声のMCが特徴。主にライブハウス「クラブE」を中心に渋谷方面を自らのアジトとしている。
鬼刃のアルファベット表記は「KIVA」で、ファンを「KIVAクルー」と呼ぶ。KIVAクルーもDMC信者同様妄信的で、鬼刃も先頭に立ってDMC信者と抗争を起こしていた。
クラウザーとのMCバトルの最中、自分の過去を知るクラウザーの正体が幼馴染の根岸だと確信し和解を持ちかけたものの、犬飼Tシャツを「汚いTシャツ」と罵られ破かれたことで、相手が根岸とは違う“本物の悪魔”であったことを思い知らされ戦意を喪失し敗北。その後、渋谷での地位をすっかり失ってしまうが、代わってNo.1MCの座に立ったロイヤル・フェイスとの勝負に勝って以降、再び渋谷をまとめ上げることに成功した。アモアム読者の選ぶゲテモノバンド第2位。
ロイヤル・フェイス
鬼刃がクラウザーに敗れたのち、彼をディスることで代わって渋谷No.1MCの座に立ったラッパーにして元KIVAクルー。
復活した鬼刃によって石川梨華のファンであることを暴露され、ニューヨークに（旅行に）行く鬼刃から渋谷のNo.1の座を託された。

### デズムとその関係者
関西を拠点とするデスメタル系バンド。結成当初は「日本メタル界の救世主となるか」と評価された本格派デスメタルバンドであったが、ジャック・イル・ダークとの対バンにおけるDMCの傍若無人なパフォーマンスを目の当たりにして「自分たちではジャックを送るようなライブしか出来なかったはず」とバンドとしての格の違いを痛感し、「スカトロメタル」を標榜するようになった。
メンバーは長グソの丈二、とぐろの長谷川、ゲリの毅、便秘の富樫の4人。ライブでは、糞尿に見立てた泥水を撒き散らす、ステージ上で脱糞するなどの過激なパフォーマンスを行う。一方、糞便を食べたであろう土肥の唇に嫌悪感を露わにしたり、まだスカトロ趣味に徹しきれていないところがある。
代表曲は食糞系の暴言を連発する『ガッツキ肥溜めさん』。同シングルにてDMCも未到のインディーズチャート3位にランクインするなど、日本デスメタル界屈指の存在に成長中。
毅がスカトロ傾向に懐疑的であるなどの不安要素も抱えていたが、サタニック・エンペラーにてついに一致団結、準決勝でDMCに挑んだ。なお、彼らの汚物はファンなどに売買されている模様。
富樫（とがし）
声 - 山口祥行
デズムのリーダーでボーカル担当。身長172cm、体重65kg、血液型A型。音楽に対して非常にストイックな性格で、ジャック引退ツアーで見たDMCの悪魔的パフォーマンスに衝撃を受ける。DMCに負けないバンドとして発展するため、メンバーの腹具合の悪さを逆手に取ったスカトロメタルを開眼した。便秘持ち。
毅（つよし）
デズムのメンバー。額にバンダナを巻くことが多い。富樫とは中学以来の親友で信頼関係を築いているが、その暴走に対してはしばしば難色を示す。胃腸が弱く、常に下痢気味である。
おやっさん
富樫らの溜まり場であるバーのマスター。メタルに極めて造詣が深く、デズムに対しても理解と協力を惜しまない。女房の布団に脱糞して離婚したらしい。
土肥 亜希人（どい あきと）
音楽プロデューサー。「てりっ」とした唇の光沢と雰囲気から、真性の食糞愛好家である疑いを持たれている。デズムに厳しいアドバイスをして成長を促し、新曲『蟯虫』の完成に貢献した。
モデルは同名の東宝の社員で、作中に彼の書いた「てりっ」の文字が登場したことも。

### サタニック・エンペラー参加バンド
狂牙鬼走（きょうがきそう）
元日本最強のバイクチームのメンバーが結成した轟音メタルバンド。サタニック・エンペラーにも参加エントリーしたものの、樹海で道に迷って参加できず、結局フェス終了から3日後の朝に会場跡地に到着。その頃にはフェスのことなどすっかり忘れ、ただ到着したということだけに満足していた。
ポアゾン
フランスのスラッシュメタルバンド。1回戦でDMCと対戦。ファンを性奴隷として囲う異常性欲集団で、リードボーカル&ギターのアルドが確かなテクニックで炸裂させるスラッシュメタルは、日本でも絶大な人気を誇る。代表曲は『エスクラーヴ（奴隷）』。
容姿端麗な「ナポレオン」という豚（パフォーマー）を擁しており、その優越感からDMCの豚である梨元を馬鹿にした態度をとっていたが、資本主義の豚の尊厳を守るべく対決に臨んだクラウザーに敗れる。
キャラクターグッズとしてポアゾンオリジナルブランドのワインがあり、メンバーも愛飲しているようである。アルドはなみなみと注がれたワイングラスを片手に持ちながらナポレオンに跨り、激しい動きをしても一滴もこぼさないほどの調教技術を見せた。
ナポレオンは10巻でクラウザーがゴッドとの決戦に臨む際に再登場しており、アルドも名前だけではあるが共に再登場している。映画版では名前のみ登場。
パイパニック・チェーンソー
東北地方のデスメタルバンド。2回戦でDMCと対戦。レイの特徴的なデスヴォイスと大型チェーンソーを振り回すパフォーマンスは、新人バンドながら驚きをもって迎えられる。代表曲は『流血トレイン』で、演奏中にメンバーの顔を拳で殴りつけるなど暴力的な荒々しさが売り。
レイ
身長168cm、体重56kg、血液型B型。宮城県出身。生まれながらデスヴォイスを持った女性で、それが原因で幼少の頃からいじめられていた経験を持つ。しかし、ある時ラジオから流れていたデスヴォイスに一縷の希望を見出し、自らもメタル系ヴォーカリストとなってパイパニック・チェーンソーを率いる。女性としては大柄で巨乳。顔面に横に大きな傷が走っている。
デスヴォイスの持ち主ではあるものの、カミュの性器露出を目の当たりにしたり、カミュに尻を触られた時などは普通に可愛い声を上げている。
ヘルヴェタ
ノルウェーのデスメタルバンド。メンバーはシャーセ（Vo）、エドヴァルド（Gt）、ボルベア（Dr）、グンネルス（Ba）の4人で、全員が一流の音楽的才能を持つ。日本を後にしたジャック・イル・ダークが北欧公演を行った際に対バンし、ステージ上で磔にした上、体に「I AM PIG」という入れ墨を彫り込み、事実上の引導を渡した。
離陸寸前の飛行機に放火したり、互いの親族を殺そうとしたり、高層ビルに爆弾を仕掛けたりする、筋金入りの悪魔崇拝集団。ライブの前には通行人を捕らえて穴に投げ込むという生贄の儀式を行う。サタニック・エンペラーでも、暴走したファンがステージを焼き払いながら他バンドに襲い掛かった。その悪名の高さは世界的に有名であり、DMCのパフォーマンスに慣れ親しむファンでさえその名を聞くと思わず息を呑む。
一方で、素性を隠して他ジャンルにも進出し、表裏両面で音楽界を制圧中。凶悪犯罪を予言する神秘集団としても名高いが、その実態は「歌詞を深読みしたファンが凶悪犯罪を起こす」という自作自演である。
映画版ではポアゾン同様、名前のみ登場。
シャーセ
軟弱な見た目の奥に鋭い眼光をたたえた青年。身長174cm、体重60kg、ノルウェー出身。髪型や顔立ちは普段の根岸によく似ているが、正体はヘルヴェタのリーダー。音楽で人心を掌握することに長けており、ファンを使った世界征服計画「デーモンゲート666」を企んでいる。さらなる信者獲得のため、素顔でポップシーンにも進出して成功中。音楽だけでなく荒事にも長け、デスレコーズ社長からローキックでダウンを奪ったほか、根岸の携帯電話を斧で両断した。
10巻にも再登場したが、さすがのシャーセもゴッドウォークの前では為す術がなかった。
ホラーエステティシャン
アメリカの医療系メタルバンド。負傷などによる変形を「キレイになる」と評する、独自の美意識を持つ。強豪揃いの中ベスト4まで勝ち残った強力なバンドだが、準決勝で当たったヘルヴェタには力及ばず瞬殺された。